# 映画のこころ
『映画のこころ』（えいがのこころ）は、FM COCOLOで2006年10月から2007年9月まで放送された深夜番組である。60分の収録番組。放送時間は毎週土曜日午後11時から午前0時まで。
映画監督の塩屋俊の映画の応援的番組で、この放送局にしては珍しくスポンサーが当初からついていた。

## 出演者
- 塩屋俊
- 増井孝子